# أوسكار ايبرهارد أولبريخ
أوسكار ايبرهارد أولبريخ (بالألمانية: Oskar Eberhard Ulbrich)‏ (و. 1879 – 1952 م) هو عالم نبات، وأستاذ جامعي، واخصائي فطريات من ألمانيا . ولد في برلين .

## مناصب وهيئات
أدار جامعة هومبولت في برلين.